# Ritratto di Ladislaus von Fraunberg
Il Ritratto di Ladislaus von Fraunberg è un dipinto del 1557 del pittore tedesco Hans Mielich. 

## Storia
Il dipinto fu acquisito presumibilmente nel 1568 da Hartmann II del Liechtenstein attraverso le nozze con Anna Maria di Ortenburg, nipote di Ladislaus.
 Era il più importante dei ritratti posseduti dal nobile.

## Descrizione
Il conte è raffigurato in compagnia del suo leopardo domestico, con alle spalle una veduta del suo palazzo innevato. La figura intera richiama il ritratto di Carlo V realizzato da Jakob Seisenegger nel 1532.